# بستان (ولایت جیزک)
بستان (به ازبکی: Boʻston) یک منطقهٔ مسکونی در ازبکستان است که در شهرستان ضرب‌دار واقع شده‌است. بستان ۵٬۶۸۴ نفر جمعیت دارد.